# Lamarque
Lamarque – miejscowość i gmina we Francji, w regionie Nowa Akwitania, w departamencie Żyronda.
Według danych na rok 1990 gminę zamieszkiwały 893 osoby, a gęstość zaludnienia wynosiła 100 osób/km² (wśród 2290 gmin Akwitanii Lamarque plasuje się na 472. miejscu pod względem liczby ludności, natomiast pod względem powierzchni na miejscu 1140.).